# 金子銓太郎

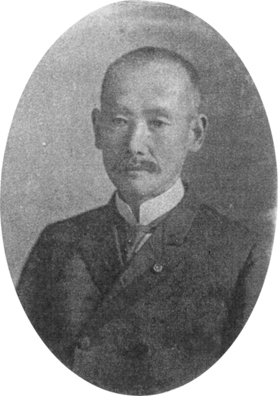
金子銓太郎

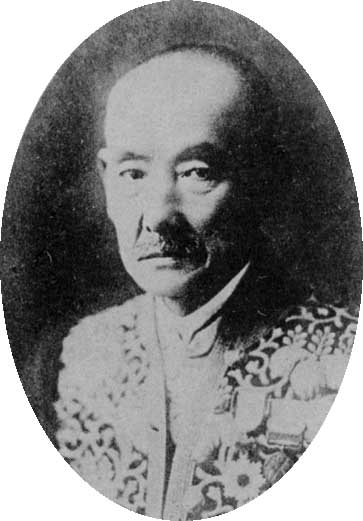
金子銓太郎

金子 銓太郎（かねこ せんたろう、元治2年1月15日（1865年2月10日） - 昭和12年（1937年）11月18日）は、日本の文部官僚、教育者。

## 経歴
東京府出身。1889年（明治22年）、東京帝国大学法科大学政治科を卒業。一年志願兵として、1891年（明治24年）に陸軍歩兵少尉となり、1895年（明治28年）に陸軍歩兵中尉に昇進し、さらに日露戦争に出征して陸軍歩兵大尉に昇進した。その間、大分県尋常中学校校長、大阪府第一尋常中学校校長を経て、1899年（明治32年）に陸軍教授となり、さらに文部省図書審査官、大阪府視学官、学習院教授を務めた。
その後、高知県立第一中学校校長、愛知県立第一中学校校長などを経て、1910年（明治43年）に第六高等学校校長に就任した。その後、第三高等学校となり、さらに静岡高等学校校長に転じた。